# 人権規約施行監督連盟
人権規約施行監督連盟（じんけんきやくしこうかんとくれんめい、英語: Covenants Watch Taiwan、中国語: 人權公約施行監督聯盟）は、台湾・台北に拠点を置く非政府組織（NGO）である。団体名が長いため、通常は愛称を使用し、英語ではCW、中国語では人約盟（Rényuēméng）と称される。
CWは、2009年4月の台湾法務部による「国際人権規約施行法（中国語: 兩公約施行法）」の制定を受けて、同年の世界人権デーである12月10日に創設された。

## 活動内容

### 台湾における活動
CWの主要な活動は、台湾政府による国際人権条約の実施を監督することにある。前述の「国際人権規約施行法」の制定を受け、当初は「兩公約施行監督聯盟」という名で設立され、職務内容も国際人権規約（自由権規約および社会権規約）の台湾政府による国内実施の監督に特化したものだった。しかし、台湾政府による国際人権条約に関する施行法の相次ぐ制定に伴い、CWの活動領域も、国際人権規約から拡大し、現在の団体名称に変更後は、国際人権規約、女子差別撤廃条約（CEDAW）、障害者権利条約（CRPD）、子どもの権利条約（CRC）の国内実施を監督している。

### 国連人権システムへの寄与
CWは、台湾国内の活動のみならず、国際連合人権委員会における普遍的・定期的レビュー（UPR）にも寄与している。